# Chondracanthus (animal)
Cet article concerne le genre de copépodes. Pour le genre d’algues, voir Chondracanthus (algue).
Genre
Chondracanthus est un genre de crustacés copépodes de la famille des Chondracanthidae.

## Liste d'espèces
Selon BioLib (17 février 2019) :
- Chondracanthus horridus C. Heller, 1865
- Chondracanthus lophii Johnston, 1836
- Chondracanthus merluccii (Holten, 1802)
- Chondracanthus ninnii Richiardi, 1882
- Chondracanthus ornatus Scott, 1900
- Chondracanthus zei Delaroche, 1811

Selon Catalogue of Life (17 février 2019) :
- Chondracanthus angustatus Heller, 1865
- Chondracanthus australis Ho, 1991
- Chondracanthus barnardi Ho, 1972
- Chondracanthus brotulae Capart, 1959
- Chondracanthus colligens Barnard, 1955
- Chondracanthus cottunculi Rathbun, 1886
- Chondracanthus deltoideus Fraser, 1920
- Chondracanthus dibranchi Gómez, Aguirre-Villaseñor & Morales-Serna, 2018
- Chondracanthus distortus Wilson C.B., 1922
- Chondracanthus genypteri Thomson G.M., 1890
- Chondracanthus goldsmidi Tang, Andrews & Cobcroft, 2007
- Chondracanthus gracilis Fraser, 1920
- Chondracanthus heterostichi Ho, 1972
- Chondracanthus hoi Braicovich, Lanfranchi, Incorvaia, Inés & Timi, 20
- Chondracanthus horridus Heller, 1865
- Chondracanthus irregularis Fraser, 1920
- Chondracanthus janebennettae Causey, 1953
- Chondracanthus lepidionis Kabata, 1970
- Chondracanthus lepophidii Ho, 1974
- Chondracanthus lophii Johnston, 1836
- Chondracanthus merluccii (Holten, 1802)
- Chondracanthus multituberculatus (Markevich, 1956)
- Chondracanthus narium Kabata, 1969
- Chondracanthus neali Leigh-Sharpe, 1930
- Chondracanthus nodosus (Müller O.F., 1776)
- Chondracanthus ornatus Scott T., 1900
- Chondracanthus palpifer Wilson C.B., 1912
- Chondracanthus pinguis Wilson C.B., 1912
- Chondracanthus polymixiae Yamaguti, 1939
- Chondracanthus psetti Krøyer, 1863
- Chondracanthus pusillus Kabata, 1968
- Chondracanthus shiinoi Yamaguti, 1963
- Chondracanthus solidus (Gusev, 1951)
- Chondracanthus theragrae Yamaguti, 1939
- Chondracanthus triventricosus Sekerak, 1970
- Chondracanthus tuberculatus Nordmann, 1832
- Chondracanthus wilsoni Ho, 1971
- Chondracanthus yabei Ho, J.S., Kim I.H. & Nagasawa, 2005
- Chondracanthus yanezi Atria, 1980
- Chondracanthus zei Delaroche, 1811

Selon ITIS (17 février 2019) :
- Chondracanthus cottunculi R. Rathbun, 1886
- Chondracanthus deltoideus Fraser, 1920
- Chondracanthus distortus
- Chondracanthus gracilis Fraser, 1920
- Chondracanthus heterostichi Ho, 1972
- Chondracanthus horridus C. Heller, 1865
- Chondracanthus irregularis Fraser, 1920
- Chondracanthus janebennettae Causey, 1953
- Chondracanthus lophii Johnston, 1836
- Chondracanthus lotellae G. M. Thomson, 1889
- Chondracanthus merluccii (Holten, 1802)
- Chondracanthus narium Kabata, 1969
- Chondracanthus neali Leigh-sharpe, 1930
- Chondracanthus nodosus (O. F. Müller, 1776)
- Chondracanthus ornatus T. Scott, 1900
- Chondracanthus palpifer C. B. Wilson, 1912
- Chondracanthus pinguis C. B. Wilson, 1912
- Chondracanthus pusillus Kabata, 1968
- Chondracanthus rickettsi
- Chondracanthus theragrae
- Chondracanthus triventricosus Sekerak, 1970
- Chondracanthus wilsoni Ho, 1971
- Chondracanthus yanezi Atria, 1980

Selon NCBI (17 février 2019) :
- Chondracanthus distortus Wilson, 1922
- Chondracanthus irregularis Fraser, 1920
- Chondracanthus lophii
- Chondracanthus merluccii
- Chondracanthus zei Delaroche, 1811